# Nova Europa
Nova Europa est une municipalité brésilienne de l'État de São Paulo et la Microrégion d'Araraquara.